# Sibongo
Sibongo est un village du Cameroun, rattaché à la commune de Pouma, situé dans le département de la Sanaga-Maritime et la région du Littoral.

## Population et développement
En 1967, la population de Sibongo était de 307 habitants, essentiellement des Bassa. La population de Sibongo était de 561 habitants dont 312 hommes et 249 femmes, lors du recensement de 2005.  